# Emil Henriques
Emil Henriques, född 19 december 1883 i Norrköping, död 19 november 1957 i Stockholm, var en svensk advokat. Han sysslade även med segling och var en av pionjärerna inom svensk bridge.
Emil Henriques blev juris kandidat vid Uppsala universitet 1907. Från 1911 verkade han som adovokat i Stockholm. Henriques var ledamot av styrelsen för Sveriges advokatsamfund, sekreterare i styrelsen för Tekniska skolan och i Statens krigsförsäkringskommission 1914-1920 samt sekreterare i 1939 års krigsförsäkringsnämnd.
Han var även förste ordförande i Sveriges Bridgeförbund 1932-1947.
Som seglare seglade Henriques för KSSS. Han blev olympisk silvermedaljör i Stockholm 1912.
Emil Henriques var son till Pontus Henriques.